# Platten (Tegernseer Berge)
Der Platten (879 m) ist ein langgezogener Bergrücken bei Marienstein. Der bewaldete Rücken bildet den nördlichsten Ausläufer der Tegernseer Berge und ist
vom Rest der Gruppe durch das Tal der Großen Gaißach getrennt.